# Poigny-la-Forêt
Poigny-la-Forêt is een gemeente in het Franse departement Yvelines (regio Île-de-France) en telt 872 inwoners (1999). De plaats maakt deel uit van het arrondissement Rambouillet.

## Geografie
De oppervlakte van Poigny-la-Forêt bedraagt 23,6 km², de bevolkingsdichtheid is 36,9 inwoners per km².
De onderstaande kaart toont de ligging van Poigny-la-Forêt met de belangrijkste infrastructuur en aangrenzende gemeenten.

## Demografie
Onderstaande figuur toont het verloop van het inwonertal (bron: INSEE-tellingen).